# Saint-Pierre-le-Vieux (Saône-et-Loire)
Saint-Pierre-le-Vieux ist eine französische Gemeinde mit 378 Einwohnern (Stand: 1. Januar 2022) im Département Saône-et-Loire in der Region Bourgogne-Franche-Comté (vor 2016 Bourgogne). Sie gehört zum Arrondissement Mâcon und zum Kanton La Chapelle-de-Guinchay (bis 2015: Kanton Tramayes). Die Einwohner werden Sampiarris genannt.

## Geographie
Saint-Pierre-le-Vieux liegt etwa 22 Kilometer westlich von Mâcon.
Nachbargemeinden von Saint-Pierre-le-Vieux sind Matour im Norden und Nordwesten, Trambly im Norden und Nordosten, Saint-Léger-sous-la-Bussière im Osten und Nordosten, Deux-Grosnes im Süden und Südosten sowie Saint-Bonnet-des-Bruyères im Westen und Südwesten.

## Bevölkerungsentwicklung
| Jahr                      | 1962 | 1968 | 1975 | 1982 | 1990 | 1999 | 2006 | 2011 | 2016 |
| Einwohner                 | 484  | 445  | 382  | 354  | 301  | 334  | 330  | 341  | 353  |
| Quelle: Cassini und INSEE |      |      |      |      |      |      |      |      |      |

## Sehenswürdigkeiten
- Kirche Saint-Pierre aus dem 10. Jahrhundert

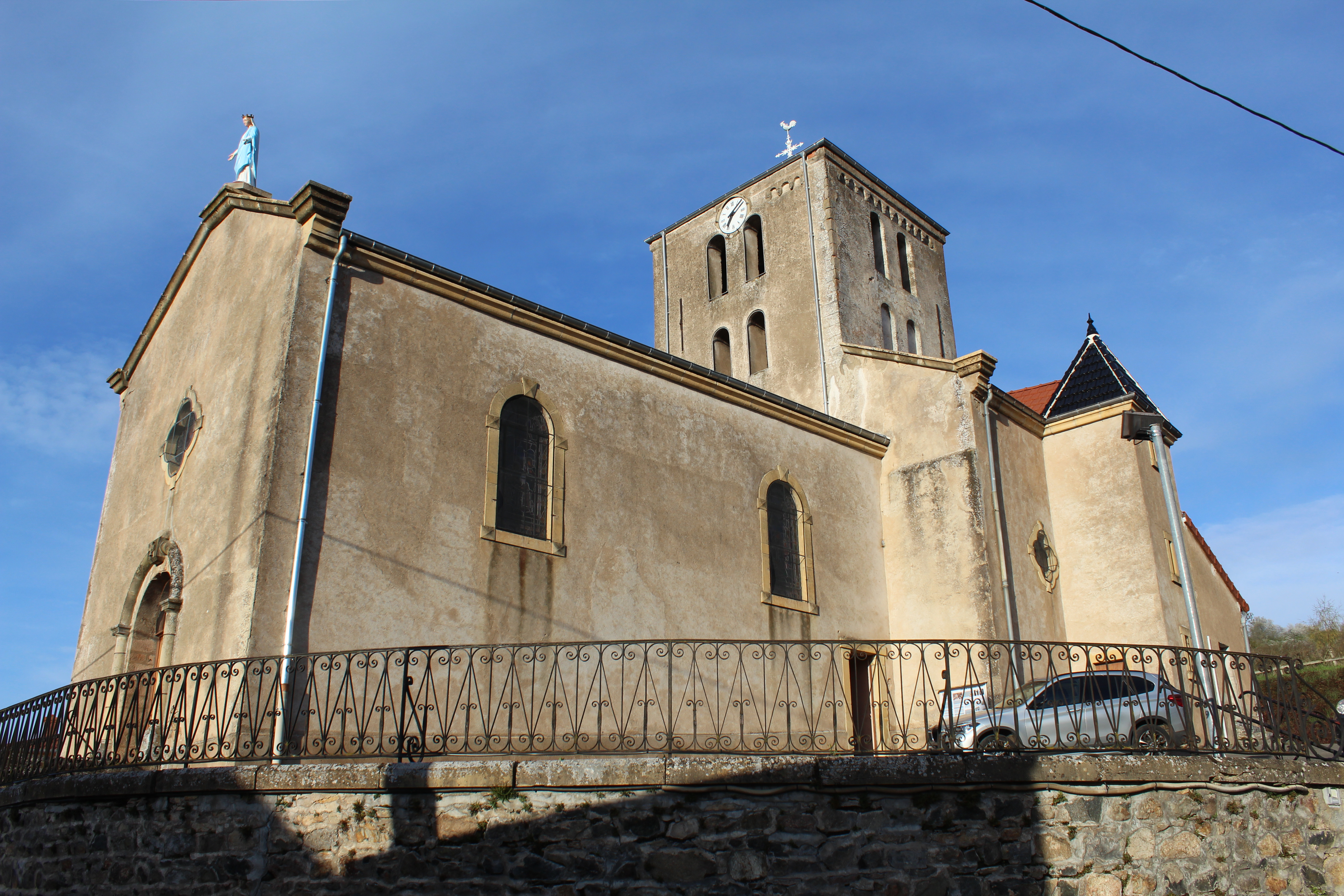
Kirche Saint-Pierre